# Bonde la Songwe
Bonde la Songwe (Bonde la Usongwe) ist ein Verwaltungsbezirk (Ward) des Distrikts Mbeya in der gleichnamigen tansanischen Region Mbeya.

## Geografie

### Lage
Bonde la Songwe liegt im Südwesten von Tansania etwa 20 Kilometer westlich vom Zentrum der Regionshauptstadt Mbeya und grenzt im Westen an die Region Songwe. Der Bezirk hat eine Fläche von 117,8 Quadratkilometern und bei der Volkszählung 2022 lebten hier 21.300 Menschen in 6000 Haushalten.

### Klima
Das Klima im Bezirk ist mild gemäßigt, Cwa nach der effektiven Klimaklassifikation. Im Jahresdurchschnitt fallen 1723 Millimeter Regen, der Großteil davon in den Monaten November bis April. Vor allem die Monate Juni bis September sind sehr trocken. Die Durchschnittstemperatur schwankt zwischen 17,4 Grad Celsius im Juli und 22,6 Grad im Oktober.

## Gliederung
Der Bezirk besteht aus sechs Gemeinden (Mtaa) mit 54 Orten (Kitongoji):
| Malowe - Iwejele - Malowe Kati - Ilama - Ujunjulu A - Ujunjulu B - Isenga - Masoko - Majengo - Shifingo - Intake | Lusungo - Manyala - Indolo - Nsanyila - Sokoni - Kinondoni - Lusungo - Nguvu kazi | Idiga - Kasale - Sigodimwa - Mbale - Tazara - Miembeni - Nansabila - Majengo - Nsungwe | Songwe Viwandani - Kaloleni - Kakuti - Nsungwe - Mkola - Sokoni - Iwejele - Lugano - Ijungu - Darajani - Tambuka reli - Kanisani - Estate | Ikumbi - Ifisi - Mbale - Mgowela - Ivumu - Igawilo - Malangali - Mfindi | Songwe - Igalula - Makondeko - Ileya - Zahanati - Muungano - Maendeleo - Nteti - Maporomoko - Tagabana - Kilosa |

## Wirtschaft und Infrastruktur
- Gesundheit: Im Bezirk befinden sich drei Apotheken, Songwe Magereza,[7] Songwe Viwandani[8] und Malowe.[9]
- Bildung: Die Songwe Secondary School ist eine 2004 eröffnete staatliche weiterführende Schule, die Jugendliche bis zur 4. Stufe ausbildet.[10]
- Straße: Die asphaltierte Nationalstraße T1 verbindet den Distrikt mit der Regionshauptstadt Mbeya. Die Straße führt im Osten weiter bis Daressalam und im Westen zur Grenze nach Sambia.[11]
- Eisenbahn: Die Tanzania-Sambia Railway von Daressalam nach Sambia hat bei Kilometer 880 einen Bahnhof bei Indiga.[12]
- Flughafen: Der Flughafen Songwe ist der Flughafen der Regionshauptstadt Mbeya. Er wurde 2012 eröffnet und hat eine 3330 Meter lange Landebahn.[13]